# Windroosplein 73
Windroosplein 73 te Amsterdam is een gebouw aan het Windroosplein, Wittenburg in Amsterdam-Centrum.
Het schiereiland Wittenburg, dat eigenlijk alleen bereikbaar is via de kade van Wittenburgergracht, is al eeuwenoud. Er stonden eeuwenlang op dit in de 17e eeuw kunstmatig aangelegde schiereiland gebouwen die te maken hadden met scheepvaart en/of scheepsbouw met kriskras daartussen woonblokken. Voor het eerste kwam met de opkomst van het Westelijk Havengebied een eind en in de jaren zeventig en tachtig werd het gebied herontwikkeld en gesaneerd tot woonwijk. De bebouwing inclusief woningen verdween grotendeels en er kwam nieuwbouw. Aan de noordpunt werd bijvoorbeeld het Vierwindenhuis neergezet. Daarbij werd een nieuw plein geschapen, het Windroosplein (1989).
Aan die noordpunt stonden twee gebouwen die de moeite waard waren om te bewaren. Het waren relatief jonge gebouwen. Een van de gebouwen uit 1896 op Grote Wittenburgerstraat 173 kreeg na de herontwikkeling het adres Windroosplein 73. Het betrof een typische botenloods voor de Noord- en Zuid-Hollandsche Redding-Maatschappij, dat een straatingang had aan het eind van de Grote Wittenburgerstraat en een wateringang met sluisje (inpandige haven) aan de Dijksgracht. De reddingmaatschappij had de gerenommeerde architect Christiaan Posthumus Meyjes sr. gevraagd deze loods te ontwerpen. Opvallend is dat de ingang van het gebouw krap bemeten is ten opzichte van de totale lengte van het gebouw. Een dwars op het gebouw (inclusief dienstwoning) staande ingang leidt naar de Dijksgracht die wel veertig meter weg is. Het gebouw is “slechts” elf meter diep of breed afhankelijk van het gezichtspunt. Het is aan de buitenzijde direct duidelijk dat dit een bedrijfsmatig gebruikt gebouw is, grote klapdeuren geven toegang tot het bedrijfsgedeelte. De toegangsdeur tot de woning is relatief krap. Het gebouw heeft grotendeels één bouwlaag onder een puntdak. Alleen het deel van de dienstwoning heeft twee bouwlagen, ook weer onder een puntdak, maar dwars op die van de loods. Voor zover zichtbaar zijn de gevels opgetrokken uit baksteen met banden. Duidelijk zichtbaar zijn lisenen boven de ontlastingsboog van de loodsdeur. Ook bij de dienstwoning zijn lisenen te vinden. Kolommen zijn enigszins risalerend geplaatst. De naam van de originele eigenaar is zichtbaar boven de deur naar de loods, maar ook aan de Dijksgracht, alwaar de afsluitende muur in een schuine hoek op de lengtemuren staat. Aldaar is ook een kroontje te zien, die van later datum is. De Reddingmaatschappij werd “pas” in 1949 koninklijk. De in neorenaissancestijl gebouwde loods werd dan uiteindelijk in 1994 te klein. Het werd een evenementengebouw met de naam Wharf.
Op een wijkplattegrond van de Publieke Werken van rond 1900 is voor de deur van dit gebouw in de Dijksgracht een openbare bad- en zweminrichting voor vrouwen ingetekend. Het gebouw is in 1995 volledig gerestaureerd en geïsoleerd
Het gebouw is gemeentelijk monument (208055).